# Megacythere punctocostata
Megacythere punctocostata is een mosselkreeftjessoort uit de familie van de Cytheromatidae. De wetenschappelijke naam van de soort is voor het eerst geldig gepubliceerd in 1966 door Swain.